# Hominini
Hominini – plemię ssaków z podrodziny Homininae w obrębie rodziny człowiekowatych (Hominidae), obejmujące żyjące współcześnie rodzaje Homo i Pan oraz ich wymarłych przodków.
Utworzenie tego taksonu jest wynikiem idei zakładającej, że dwa rodzaje najmniej podobne do pozostałych dwóch powinny zostać od nich oddzielone. Badania DNA dowodzą, że Homo i Pan rozdzieliły się 6,3–5,4 mln lat temu, po trwającym ponad 4 mln lat procesie specjacji. Nie są znane żadne skamieniałości wymarłych gatunków szympansów – wszystkie pochodzą od prehistorycznych ludzi, ich przodków bądź krewnych. Jednakże przedstawiciele rodzajów Orrorin i Sahelanthropus żyli w przybliżeniu w okresie rozejścia się ewolucyjnych dróg Homo i Pan i mogą być przodkami zarówno ludzi jak i szympansów.
Według Manna i Weissa plemię Hominini grupuje rodzaje Homo i Pan w osobnych podplemionach – Pan jest jedynym rodzajem podplemienia Panina, zaś do podplemienia Hominina należą wszystkie gatunki z rodzajów: Homo, Orrorin, Sahelanthropus, Ardipithecus, Australopithecus, Kenyanthropus i Paranthropus.

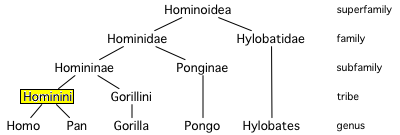
Legenda:
superfamily – nadrodzina, family – rodzina, subfamily – podrodzina, tribe – plemię, genus – rodzaj

## Podział systematyczny
Do plemienia należą następujące współcześnie występujące rodzaje:
- Pan Oken, 1816 – szympans
- Homo Linnaeus, 1758 – człowiek – jedynym żyjącym współcześnie przedstawicielem jest Homo sapiens Linnaeus, 1758 – człowiek rozumny

Opisano również rodzaje wymarłe:
- Ardipithecus White, Suwa & Asfaw, 1995[28]
- Australopithecus Dart, 1925[29]
- Kenyanthropus M.G. Leakey, Spoor, F.H. Brown, Gathogo, Kiarie, Merode & McDougall, 2001[30] – jedynym przedstawicielem był Kenyanthropus platyops M.G. Leakey, Spoor, F.H. Brown, Gathogo, Kiarie, Merode & McDougall, 2001
- Orrorin Senut, Pickford, Gommery, Mein, Cheboi & Coppens, 2001[31] – jedynym przedstawicielem był Orrorin tugenensis Senut, Pickford, Gommery, Mein, Cheboi & Coppens, 2001
- Paranthropus R. Broom, 1938[32]
- Sahelanthropus Brunet, Guy, Pilbeam, Mackaye, Likius, Ahounta, Beauvilain, Blondel, Bocherens, Boisserie, Bonis, Coppens, Dejax, Denys, Duringer, Eisenmann, Fanone, Fronty, Geraads, Lehmann, Lihoreau, Louchart, Mahamat, Merceron, Mouchelin, Otero, Peláez-Campomanes, De Leon, Rage, Sapanet, Schuster, Sudre, Tassy, Valentin, Vignaud, Viriot, Zazzo & Zollikofer, 2002[33] – jedynym przedstawicielem był Sahelanthropus tchadensis Brunet, Guy, Pilbeam, Mackaye, Likius, Ahounta, Beauvilain, Blondel, Bocherens, Boisserie, Bonis, Coppens, Dejax, Denys, Duringer, Eisenmann, Fanone, Fronty, Geraads, Lehmann, Lihoreau, Louchart, Mahamat, Merceron, Mouchelin, Otero, Peláez-Campomanes, De Leon, Rage, Sapanet, Schuster, Sudre, Tassy, Valentin, Vignaud, Viriot, Zazzo & Zollikofer, 2002